# Zoelmond
Zoelmond is een dorp in de gemeente Buren in de Nederlandse provincie Gelderland. Zoelmond (lokaal wel Sarremond genoemd) wordt uitgesproken met de klemtoon op '-mond'.

## Herkomst naam
De naam Zoel is afgeleid van de vrijwel verdwenen rivier De Zoel, oorspronkelijk een zijrivier van de zich bij Tiel van de Waal afsplitsende Linge.

## Geschiedenis
In 1214 kwam Zoelmond aan de abdij van Mariënweerd. In 1250 droeg deze abdij de goederen te Zoelmond op aan Otto II van Gelre. Zoelmond kwam uiteindelijk in handen van de heren van Buren, die in 1404 opdracht gaven tot de bouw van een kapel. Na de verheffing tot kerk in 1420 werd de kapel uitgebreid tot een kerkgebouw.
Zoelmond bleef onderdeel van het graafschap Buren totdat dit in 1796 werd opgeheven. Van 1811 tot en met 1978 maakte Zoelmond deel uit van de gemeente Beusichem, dat toen in de gemeente Buren opging.

## Verkeer en vervoer
Het dorp ligt aan de Provinciale weg N320, die vanaf de A2 bij Culemborg naar Kesteren loopt, en is ook bereikbaar via de Provinciale weg N834, die richting Buren en Tiel loopt om aan te sluiten op de A15.
De volgende buslijnen rijden door het dorp:
- Lijn 46: Tiel - Culemborg
- Lijn 263: Maurik - Beusichem
- Lijn 641: Lienden - Culemborg

## Zie ook

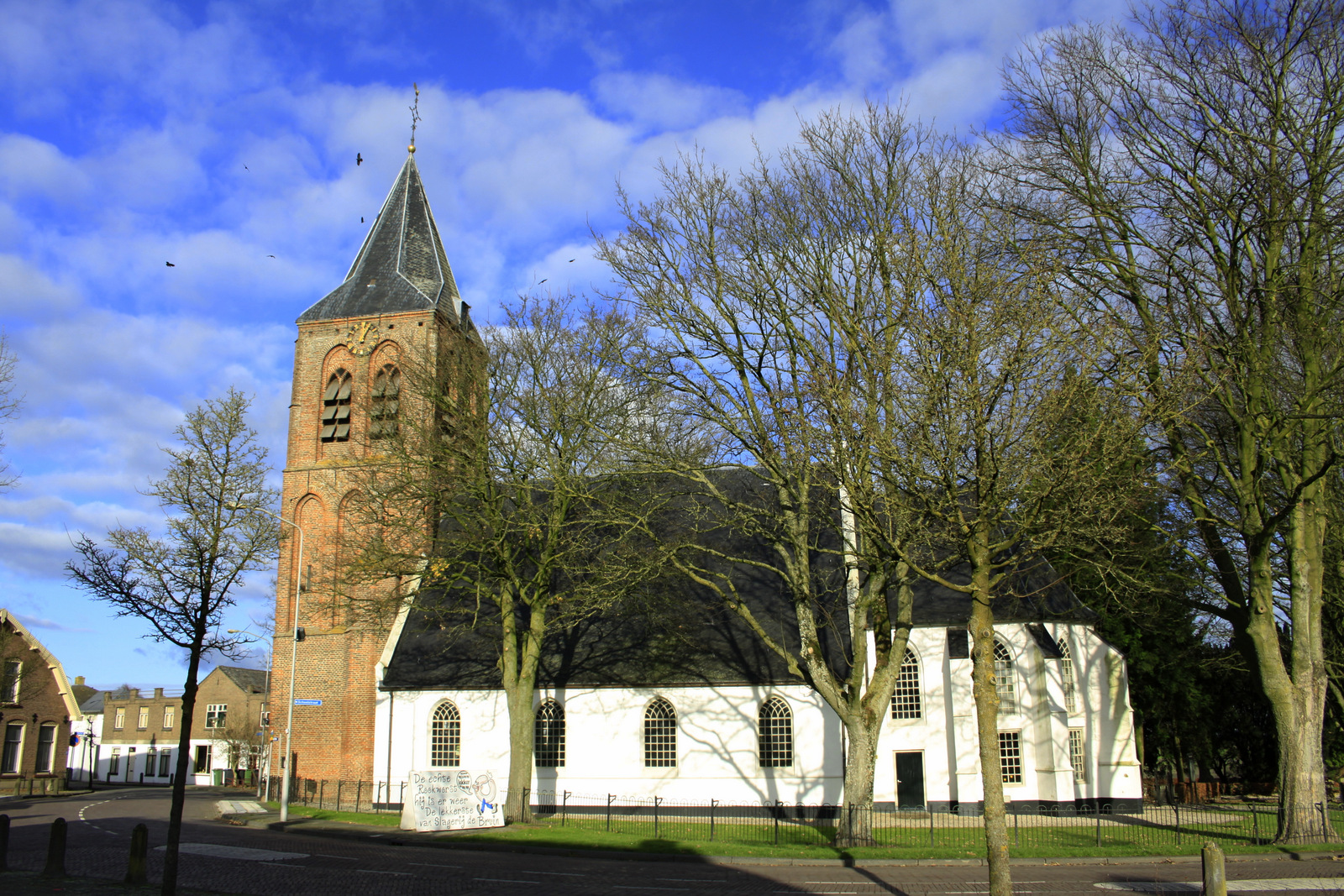
De kerk van Zoelmond

## Onderwijs
• Basisschool OBS De Klepper

## Geboren
- Judy Baauw (1994), BMX'er